# Evald Ängermark
Carl Evald August Ängermark ursprungligen Andersson, född 12 november 1914 i Norums socken, Gävleborgs och Bohus län, död 2 maj 1996, var en svensk yrkesmålare och konstnär.
Han var son till lantbrukaren Karl Andersson och Alma Sofia Svensson och gift med Gunborg Aurora Karlsson (1917–1999). Ängermark utbildade sig till yrkesmålare 1930–1936 och studerade konst vid kvällsundervisningen på Slöjdföreningens skola i Göteborg 1935–1936 och via korrespondens undervisning samt för Jöran Salmson vid Arbetarnas bildningsförbund i Göteborg. Han medverkade i en samlingsutställning på Vänersborgs museum 1966 och i utställningar arrangerade av lokala konstföreningar. Han målade till en början en mängd skiftande motiv men från omkring 1950 blev det uteslutande marinmålningar. Ängermark är representerad vid Vänersborgs museum med gouachen Vänerslupen Rosander och oljemålningen Vänergalesen Alexandra. Makarna Ängermark är begravda på Stora Askeröns kyrkogård.